# Euphorbia miscella
Euphorbia miscella är en törelväxtart som beskrevs av Leslie Larry Charles Leach. Euphorbia miscella ingår i släktet törlar, och familjen törelväxter. Inga underarter finns listade i Catalogue of Life.